# O Hjeri
O Hjeri (hangul: 오혜리, RR: Oh Hye-ri; 1988. április 30.–) dél-koreai taekwondózó.

## Pályafutása
O (Oh) a 2011-es világbajnokságon ezüstérmes lett, majd a 2015-ös taekwondo-világbajnokságon aranyérmet szerzett.
A 2016-os nyári olimpián ugyancsak aranyérmet szerzett váltósúlyban.